# 豺狼座-TR-3b
豺狼座-TR-3b是一個環繞著豺狼座-TR-3的太陽系外行星，距離地球8950光年之遠，它是一顆的典型的熱木星。